# Чивітелла-дель-Тронто
Чивітелла-дель-Тронто (італ. Civitella del Tronto) — муніципалітет в Італії, у регіоні Абруццо,  провінція Терамо.
Чивітелла-дель-Тронто розташована на відстані близько 140 км на північний схід від Рима, 55 км на північний схід від Л'Аквіли, 13 км на північ від Терамо.
Населення — 5203 особи (2014).

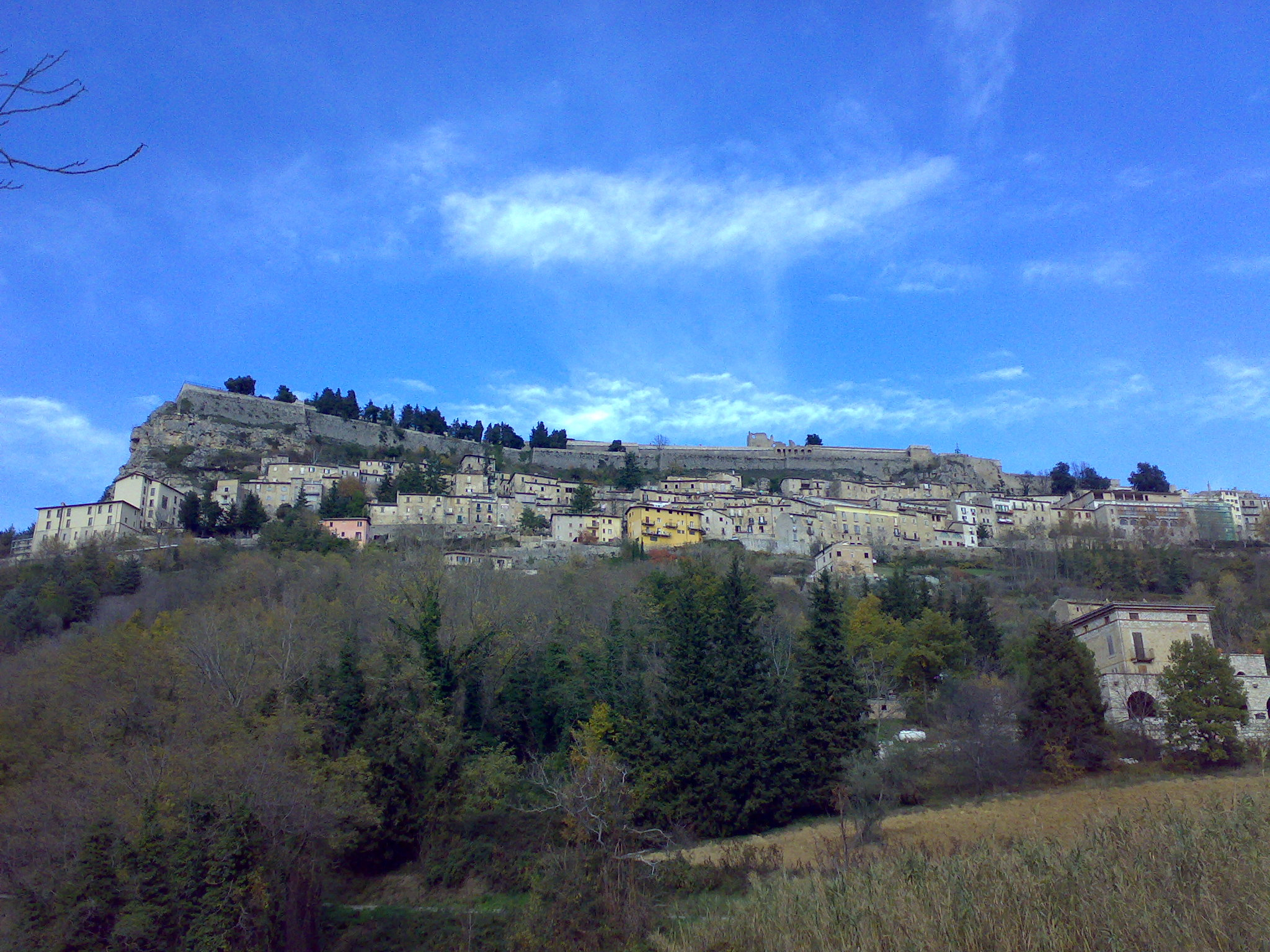

Щорічний фестиваль відбувається 16 травня. Покровитель — Sant'Ubaldo.

## Демографія
Населення за роками:

Станом на 1 січня 2023 року в муніципалітеті офіційно проживало 309 іноземців з 30 країн, серед них 88 громадян країн Євросоюзу та 4 громадяни України.

## Сусідні муніципалітети
- Асколі-Пічено
- Камплі
- Фоліньяно
- Сант'Еджидіо-алла-Вібрата
- Сант'Омеро
- Валле-Кастеллана